# Growing Up Is Getting Old
"Growing Up Is Getting Old" é um single da cantora búlgara Victoria, lançado a 19 de março de 2021 como a primeira faixa do EP «A Little Dramatic».
A canção foi selecionada para representar a Bulgária no Festival Eurovisão da Canção de 2021.

## Na Eurovisão
A canção foi selecionada para representar a Bulgária no Festival Eurovisão da Canção de 2021, depois de Victoria Georgieva ter sido selecionada internamente pelo organismo nacional de radiodifusão. As meias-finais do concurso de 2021 contaram com o mesmo alinhamento de países determinado pelo sorteio para as meias-finais do concurso de 2020. A Bulgária foi colocada na segunda semi-final, realizada em 20 de maio de 2021, e actuou na segunda parte do espetáculo. Depois de ficar em terceiro lugar na semi-final, a canção chegou à Grande Final e terminou em décimo lugar com 170 pontos.